# Stanko Zečević
Stanko Zečević (* 5. Juli 1994 in Kiseljak, Bosnien und Herzegowina; † 27. März 2013 in Sarajevo, Bosnien und Herzegowina) war ein bosnisch-herzegowinischer Fußballspieler.

## Karriere
Zečević kam am 5. Juli 1994 in Kiseljak zur Welt. Seine Karriere begann er bei FK Željezničar Sarajevo und wechselte dann zum FK Slavija Sarajevo. Am 26. November 2011 kam er unter Zoran Erbez zu seinem ersten Einsatz bei der 0:1-Niederlage beim FK Sloboda Tuzla, als Zečević in der 82. Minute für Nemanja Pusara eingewechselt wurde.
Zudem war er in der U-21 von Bosnien und Herzegowina aktiv.

## Tod
Am 27. März 2013 wurde Stanko Zečević leblos zusammengebrochen vor seinem Haus aufgefunden. Trotz mehrerer Versuche konnte er nicht wiederbelebt werden.